# Joaquim Osório Duque Estrada
Joaquim Osório Duque-Estrada (Vassouras, 19 de abril de 1870-Río de Janeiro, 5 de febrero de 1927) fue un poeta, ensayista, periodista, profesor y crítico literario brasileño. Es famoso por escribir en 1909 un poema del que devendría las letras del Himno Nacional brasileño en 1922.
Ocupó el cargo de Presidente de la Academia brasileña de Letras de 1915 hasta su muerte en 1927.

## Primeros años
Duque-Estrada nació en Paty do Alferes (localidad que en ese tiempo pertenecía al municipio de Vassouras y que recién se separó del mismo en 1988), en 1870, hijo del teniente coronel Luís de Azeredo Coutinho Duque-Estrada y de Mariana Delfim Duque-Estrada. Su padrino era Manuel Luís Osório, el Marqués de Herval. Este fue enviado al Colégio Pedro II en 1882, graduándose en Letras en 1888. Dos años antes, publicó su primer libro de poesía, Alvéolos (Alveoli).

## Carrera
En 1887 comenzó a escribir para revistas, como Un Cidade Rio, colaborando con José Patrocínio. En 1888 se unió para defender la proclamación de la República de Brasil, junto a Antônio da Silva Jardim. En 1889 se dirigió a São Paulo para estudiar en la Faculdade de Direito da Universidade de São Paulo (Facultad de Derecho de la Universidad de São Paulo), pero abandonó la facultad de derecho en 1891 para ser diplomático. Sirvió como secretario en Paraguay, viviendo allí por un año.
Más tarde abandonó la carrera diplomática, devenga un profesor en el Colégio Pedro II, pero dejaría su cargo para dedicarse nuevamente al periodismo, trabajando como crítico literario en el Jornal Brasil. Sus artículos fueron compilados y publicados en 1924, con el nombre de Crítica e Polêmica.

## Muerte
Murió el 5 de febrero de 1927 en Río de Janeiro a sus 56 años.

## Trabajos
- Alvéolos (1886)
- Un Aristocracia Espírito (1889)
- Flora de Maio (1902)
- O Norte (1909)
- Anita Garibaldi (1911)
- Un Arte de Fazer Versos (1912)
- Dicionário de Rimas Ricas (1915)
- Un Abolição (1918)
- Crítica e Polêmica (1924)